# Фонтане (награда - Берлин)
Литературната награда „Фонтане“ (на немски: Fontane-Preis) получава своето име във връзка със съществуващата от 1913 г., наречена на Теодор Фонтане, Награда за изкустно и литература Теодор Фонтане.
От 1978 г. наградата се присъжда ежегодно на една от шестте секции на западноберлинската Академия на изкуствата – така даването на отличието от „Секция литература“ става на шест години.
От 2002 г. наградата е в размер на 15 000 €. От 2011 г. отличието носи името Голяма художествена награда на Берлин.

## Носители на наградата (подбор)
- Леонхард Франк (1914)
- Алфред Дьоблин (1916)
- Ханс Вернер Рихтер (1951)
- Петер Хухел (1955)
- Уве Йонзон (1960)
- Мартин Кесел (1961)
- Петер Хухел (1963)
- Арно Шмит (1964)
- Гюнтер Грас (1968)
- Волф Бирман (1969)
- Хуберт Фихте (1975)
- Александер Клуге (1979)
- Бригите Кронауер (1985)
- Герхард Майер (1991)
- Волфганг Хилбиг (1997)
- Вилхелм Генацино (2003)